# Aspicolpus riggenbachi
Aspicolpus riggenbachi är en stekelart som först beskrevs av Szepligeti 1914.  Aspicolpus riggenbachi ingår i släktet Aspicolpus och familjen bracksteklar. Inga underarter finns listade.